# ミカエル・フェンガー
ピーター・ミカエル・フェンガー（Peter Michael Fenger、1962年8月8日 - ）はデンマークのハンドボール選手で、1984年夏季オリンピックに出場した。
彼はHIKHåndboldでプレイした。1984年には、ハンドボールデンマーク代表で、1984年のオリンピック大会で4位になった。彼は5試合に出場し、7得点を決めた。